# Provincia de Mardin
La provincia de Mardin es una de las 81 provincias de Turquía. Se encuentra situada en la región de Anatolia Suroriental, cerca de la frontera histórica entre Anatolia y Mesopotamia. La capital provincial es la ciudad homónima.
La población, después del genocidio armenio y de siríacos de 1915, es mayoritariamente árabe, con importantes minorías de kurdos, siríacos y turcos. 
- Superficie: 8,891km²

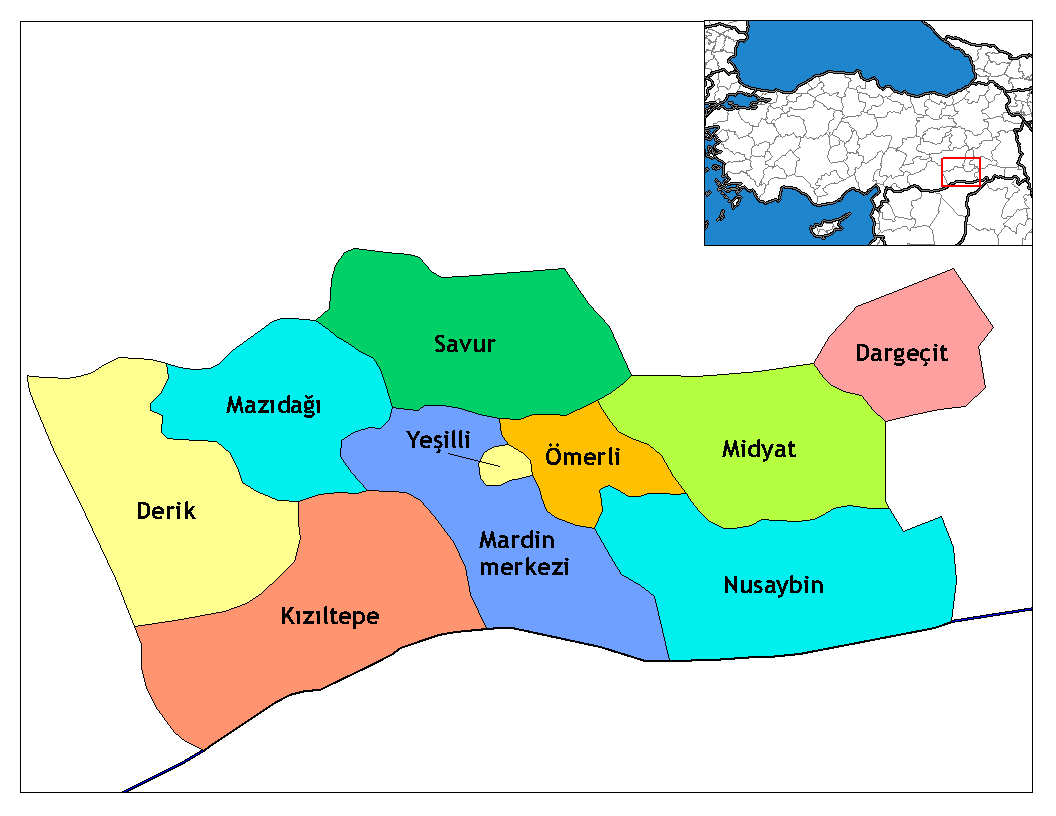
Distritos de la provincia de Mardin.

- Población (2010): 744,606 (835,173 en 2000)
- Densidad de población: 84 hab./km²

- Distritos (ilçeler):
  - Artuklu
  - Dargeçit
  - Derik
  - Kızıltepe
  - Mazıdağı
  - Midyat
  - Nusaybin
  - Ömerli
  - Savur
  - Yeşilli

Mardin es una palabra aramea (ܡܶܪܕܺܝܢ) que significa "fortalezas". 